# جرائم الشركات

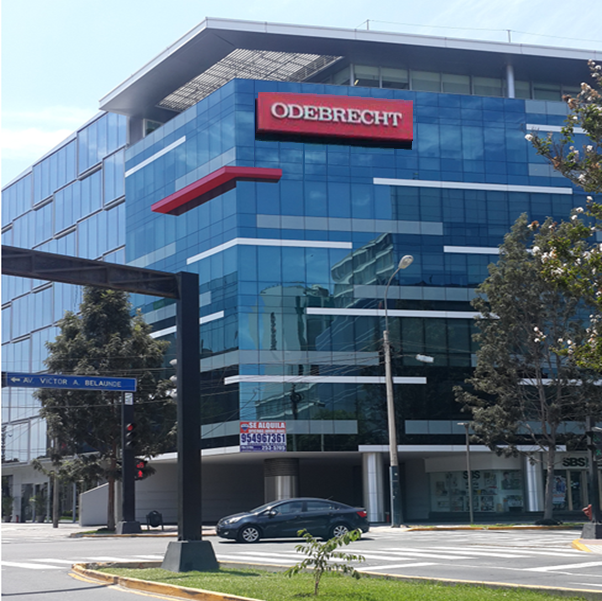

تشير جريمة الشركات في علم الإجرام، إلى الجرائم التي ترتكبها إما شركة (أي كيان تجاري له شخصية قانونية منفصلة عن الأشخاص الطبيعيين الذين يديرون أنشطتها)، أو من جانب الأفراد الذين يتصرفون نيابة عن شركة أو كيان تجاري آخر (انظر المسؤولية القانونية والمسؤولية القانونية للشركة). قد تواجه الشركات انحلالًا قضائيًا لأسوأ جرائم الشركات، يُطلق عليه أحيانًا «الحكم بالموت على الشركات»، وهو إجراء قانوني تُجبر فيه الشركة على الانحلال أو التوقف عن الوجود.
تختلف القوانين بين الولايات القضائية، فبعض السلوكيات السلبية من قبل الشركات قد لا تكون في الواقع إجرامية، على سبيل المثال، تسمح بعض السلطات القضائية بالتداول من الدخل.
تتداخل جريمة الشركات مع:
- - جريمة ذوي الياقات البيضاء، لأن غالبية الأفراد الذين قد يتصرفون أو يمثلون مصالح الشركة، هم من المهنيين ذوي الياقات البيضاء.
- -الجريمة المنظمة، لأن المجرمين قد ينشئون شركات إما لأغراض الجريمة أو كوسيلة لغسل عائدات الجريمة. يقدر إجمالي الناتج الجنائي في العالم بحوالي 20% من التجارة العالمية. (دي بري 2000).
- - جريمة الدولة-الشركة، تنشأ في العديد من السياقات، فرصة ارتكاب الجريمة من العلاقة بين الشركة والدولة.

## قضايا التعريف

### الشخص الاعتباري
استُشهد بقرار من المحكمة العليا في الولايات المتحدة في عام 1886، في قضية مقاطعة سانتا كلارا ضد السكك الحديدية في جنوب المحيط الهادئ 118 يو. إس. 394 (1886)، من قبل محاكم مختلفة في الولايات المتحدة باعتبارها سابقة للحفاظ على أن الشركة يمكن تعريفها قانونيًا كشخص، كما هو موضح في التعديل الرابع عشر لدستور الولايات المتحدة. ينص التعديل الرابع عشر على:
«لا يجوز لأي دولة إصدار أو تطبيق أي قانون يلغي صلاحيات أو حصانات مواطني الولايات المتحدة؛ ولا يجوز لأي دولة أن تحرم أي شخص من الحياة أو الحرية أو الممتلكات دون مراعاة الأصول القانونية، ولا أن تحرم أي شخص في نطاق ولايته من الحماية المتساوية للقوانين».
يقابل هذا في القانون الإنجليزي، القرار الصادر في «سالمون في سالمون وكو (1897) إيه سي. وفي القانون الأسترالي، بموجب قانون الشركات 2001 (سي تي إتش)، تعتبر الشركة من الناحية القانونية «شخصًا».

### المسؤولية الجنائية
يعترف قانون الولايات المتحدة حاليًا بالمسؤولية الجنائية للشركات. يعترف القانون الفرنسي حاليًا بالمسؤولية الجنائية للشركات. لا يعترف القانون الألماني بالمسؤولية الجنائية للشركات: تخضع الشركات الألمانية لغرامات مالية بسبب الانتهاكات الإدارية (أودنونغسفيتكايتن) ومع ذلك تميل المعاهدات الدولية التي تحكم مخالفات المؤسسات إلى السماح بذلك، ولكن هذا لا يتطلب تحمل الشركات للمسؤولية الجنائية.

### سياسة التنفيذ
أصبحت جريمة الشركات حساسة سياسيًا في بعض البلدان. على سبيل المثال، في المملكة المتحدة، وبعد الإعلان على نطاق واسع عن الحوادث المميتة على شبكة السكك الحديدية وفي البحر، يُستخدم المصطلح بشكل عام في الإشارة إلى القتل الخطأ من قبل الشركات، ولتتضمن مناقشة أكثر عمومية حول المخاطر التكنولوجية التي تسببها مؤسسات الأعمال (انظر ويلز:2001).
صدر قانون ساربانيس-أوكسلي لعام 2002 في الولايات المتحدة، لإصلاح الممارسات التجارية، بما في ذلك تعزيز مسؤولية الشركات، والإقرارات المالية، ومكافحة الغش، في أعقاب الفضائح التي حظيت بتغطية إعلامية واسعة من إنرون، وورلدكوم، وفريدي ماك، وليمان براذرز، وبيرني مادوف. يُطلب من المدير التنفيذي للشركة (سي إيه أو) والمدير المالي للشركة (سي إف أو) أن يصرّح شخصيًا على التقارير المالية لتكون دقيقة ومتوافقة مع القوانين المعمول بها، مع فرض عقوبات جنائية على سوء التصرف المتعمد بما في ذلك الغرامات المالية التي تصل إلى 5,000,000 دولار والسجن لمدة تصل إلى 20 عامًا.
تقدم لجنة إصلاح القوانين في نيو ساوث ويلز شرحًا لهذه الأنشطة الإجرامية:
«تشكل جريمة الشركات تهديدًا كبيرًا لرفاهية المجتمع. نظرًا لانتشار وجود الشركات على نطاق واسع من الأنشطة في مجتمعنا، وتأثير أفعالها على مجموعة واسعة جدًا من الأشخاص الذين يتأثرون بالعمل الفردي، فإن احتمال وقوع ضرر اقتصادي ومادي على حد سواء من جراء شركة ما هو أمر كبير (لجنة إصلاح القوانين في نيو ساوث ويلز: 2001)».
يؤكد راسل مخيبر وروبرت ويسمان كذلك (1999):
«على الصعيد الأول، تُطوِّر الشركات تقنيات جديدة ووفورات الحجم. قد تخدم هذه المصالح الاقتصادية للمستهلكين العاديين، من خلال إدخال منتجات جديدة وأساليب أكثر كفاءة للإنتاج الكبير. على مستوى آخر، نظرًا لغياب السيطرة السياسية اليوم، تعمل الشركات على تدمير أسس المجتمع المدني وحياة الأشخاص المقيمين فيه».

## مناقشة

### التجريم
يُنظم السلوك بواسطة القانون المدني (بما في ذلك القانون الإداري) أو القانون الجنائي. عند اتخاذ قرار بتجريم سلوك معين، يصدر المجلس التشريعي حكمًا سياسيًا مفاده أن هذا السلوك يمكن أن يكون جديرًا بما فيه الكفاية لأن يستحق وصمة العار بأنه جريمة. يمكن للشركات في القانون، ارتكاب نفس الجرائم كالأشخاص الطبيعيين. تؤكد سيمبسون (2002) أن هذه العملية يجب أن تكون واضحة، لأن الدولة يجب عليها ببساطة الانخراط في علم الضحية، لتحديد السلوك الذي يسبب أكبر قدر من الخسائر والأضرار لمواطنيها، ومن ثم تمثيل رأي الأغلبية بأن العدالة تتطلب تدخل القانون الجنائي.
لكن تعتمد الدول على قطاع الأعمال لتقديم اقتصاد فعال، وبالتالي فإن سياسات تنظيم الأفراد والشركات التي توفر هذا الاستقرار تصبح أكثر تعقيدًا. للاطلاع على آراء علم الإجرام الماركسي، انظر سيندر (1993) وسيندر وبيرس (1995)، لمعرفة الواقعية اليسارية، انظر بيرس وتومبس (1992) وشولت-بوخولت (2001)، وللواقعية اليمينية انظر رييد وييغر (1996). ينتهي التقليد التاريخي المتمثل في سيطرة الدولة السيادية على السجون بشكل أكثر تحديدا، من خلال عملية الخصخصة. تعتمد ربحية الشركات في هذه المناطق على بناء المزيد من مرافق السجون وإدارة عملياتها وبيع أعمال السجناء. وهذا بدوره يتطلب دفقًا ثابتًا من السجناء القادرين على العمل. (كيسينسكي:2002)
تمثل الرشوة والفساد مشكلتين في العالم المتقدم، ويُعتقد أن فساد الموظفين العموميين يمثل مشكلة خطيرة في البلدان النامية وعقبة أمام التنمية.
يرتبط تعريف إدوين سوذرلاند لجريمة ذوي الياقات البيضاء، أيضًا بمفاهيم جريمة الشركات. عرض هذه الفئات من الجرائم في تعريفه التاريخي لجريمة ذوي الياقات البيضاء:
- - تحريف في البيانات المالية للشركات.
- - التلاعب في البورصة.
- - الرشوة التجارية.
- - رشوة الموظفين العموميين بشكل مباشر أو غير مباشر.
- - التحريف في الإعلان وسياسة البيع.
- - اختلاس الأموال وتبديلها.
- - سوء استخدام الأموال في الحراسة القضائية والإفلاس. (أوغرادي: 2011)[3]

## الانحراف العضوي-الثقافي
الانحراف العضوي-الثقافي هو نموذج فلسفي حديث، يُستخدم في الأوساط الأكاديمية وعلم إجرام الشركات، والذي يعتبر جريمة الشركات بمثابة مجموعة من العمليات الاجتماعية والسلوكية والبيئية التي تؤدي إلى أعمال منحرفة. تختلف وجهة نظر جريمة الشركات عن وجهة نظر إدوين سوذرلاند (1949)، الذي أشار إلى جريمة الشركات باعتبارها جريمة ذوي الياقات البيضاء، فقد نظر سوذرلاند في جريمة الشركات على أنها شيء يقوم به فرد كغاية منعزلة في حد ذاته. يمكن أن تتورط جرائم الشركات بواسطة الأفراد والجماعات والمنظمات ومجموعات المنظمات، من خلال منظور الانحراف العضوي-الثقافي، وكل ذلك في سياق تنظيمي. يأخذ هذا الرأي أيضًا في الحسبان العوامل الاجتماعية والبيئية وشخصية الجزئية والكلية، وذلك باستخدام نهج شمولي للأنظمة لفهم سبب جريمة الشركات.